# Ciudad-prefectura de la República Popular China
Una ciudad-prefectura o ciudad-región (en chino, 地级市; pinyin, dìjí shì; literalmente, ‘ciudad a nivel de región’), a veces traducido casi directamente como «ciudad de nivel de prefectura» o «municipio a nivel de prefectura», es una división administrativa de la República Popular China que se sitúa, en la estructura político-administrativa, por debajo del nivel provincial y por encima del nivel de condado. Es la división más frecuente a este nivel, con 283 en el año 2005. Una ciudad-prefectura suele ser un centro urbano rodeado de una amplia zona rural en la que hay también más ciudades, localidades y pueblos, lo que en occidente suele considerarse el área metropolitana. Son muchas las ciudades que tienen el mismo nombre que la ciudad-prefectura en la que están.

## Descripción y características
Las ciudades-prefectura forman un segundo nivel, de facto, de la estructura administrativa (junto a las prefecturas, las ligas y las prefecturas autónomas). Los jefes administrativos (alcaldes) de las ciudades-prefectura tienen en general el mismo rango que un jefe de división (en chino simplificado, 司长) de un ministerio nacional. Desde la década de 1980, la mayoría de antiguas prefecturas han sido renombradas como ciudades-prefectura.
Una ciudad-prefectura  no es una «ciudad» en el sentido habitual del término (es decir, un gran asentamiento urbano continuo), sino una unidad administrativa que comprende, por lo general, una zona urbana central principal (una ciudad en el sentido habitual, con el mismo nombre, habitualmente, que la ciudad-prefectura) con un centro administrativo y el área rural que la rodea, mucho más grande, que tiene muchas pequeñas ciudades, pueblos y aldeas. Las ciudades-prefectura más grandes pueden tener más de 100 km de longitud.
Las ciudades-prefectura casi siempre tienen varios condados, ciudades-condados y otras subdivisiones. Esto resulta del hecho de que las anteriormente predominantes prefecturas, a las que han reemplazado las ciudades-prefectura en su mayoría, fueron a su vez grandes unidades administrativas que contenían ciudades, pequeños pueblos y áreas rurales. Para distinguir una ciudad-prefectura de su actual zona urbana (la ciudad en el sentido estricto), se utiliza el término  市区 shìqū («zona urbana»).
La primera ciudad-prefectura se creó el 5 de noviembre de 1983. Durante las dos décadas siguientes, las ciudades-prefectura han venido reemplazando la gran mayoría de las prefecturas chinas, un proceso que aún está en curso.
La mayoría de las provincias están organizadas, por completo o casi por completo, en ciudades-prefectura. De las 22 provincias y 5 regiones autónomas de China, sólo 3 provincias (Yunnan, Guizhou y Qinghai) y dos regiones autónomas (Xinjiang, Tíbet) tienen más de tres divisiones de segundo nivel o nivel prefectural que no sean ya ciudades-prefectura.
Los criterios que una prefectura china debe cumplir para convertirse en una ciudad-prefectura son los siguientes:
- tener un centro urbano con una población no rural de más de 250.000 habitantes;
- que la producción bruta del valor de la industria sea de 200 millones de RMB;
- que la producción de la industria terciaria haya superado a la industria primaria, contribuyendo en más del 35% del PIB.[1]

Ya hay 15 grandes ciudades-prefecturas que han conseguido ser consideradas ciudades subprovinciales y que gozan una autonomía mayor, al nivel de las provincias, aunque inferior al de las municipalidad, son las ciudades subprovinciales.
Shijiazhuang y Zhengzhou son las mayores ciudades-prefectura con poblaciones que se acercan o incluso superan a algunas ciudades subprovinciales.
Una ciudad-subprefectura es una ciudad de nivel del condado que tiene poderes cercanos a los del nivel de las ciudades-prefectura.

## Representación cartográfica y estadísticas

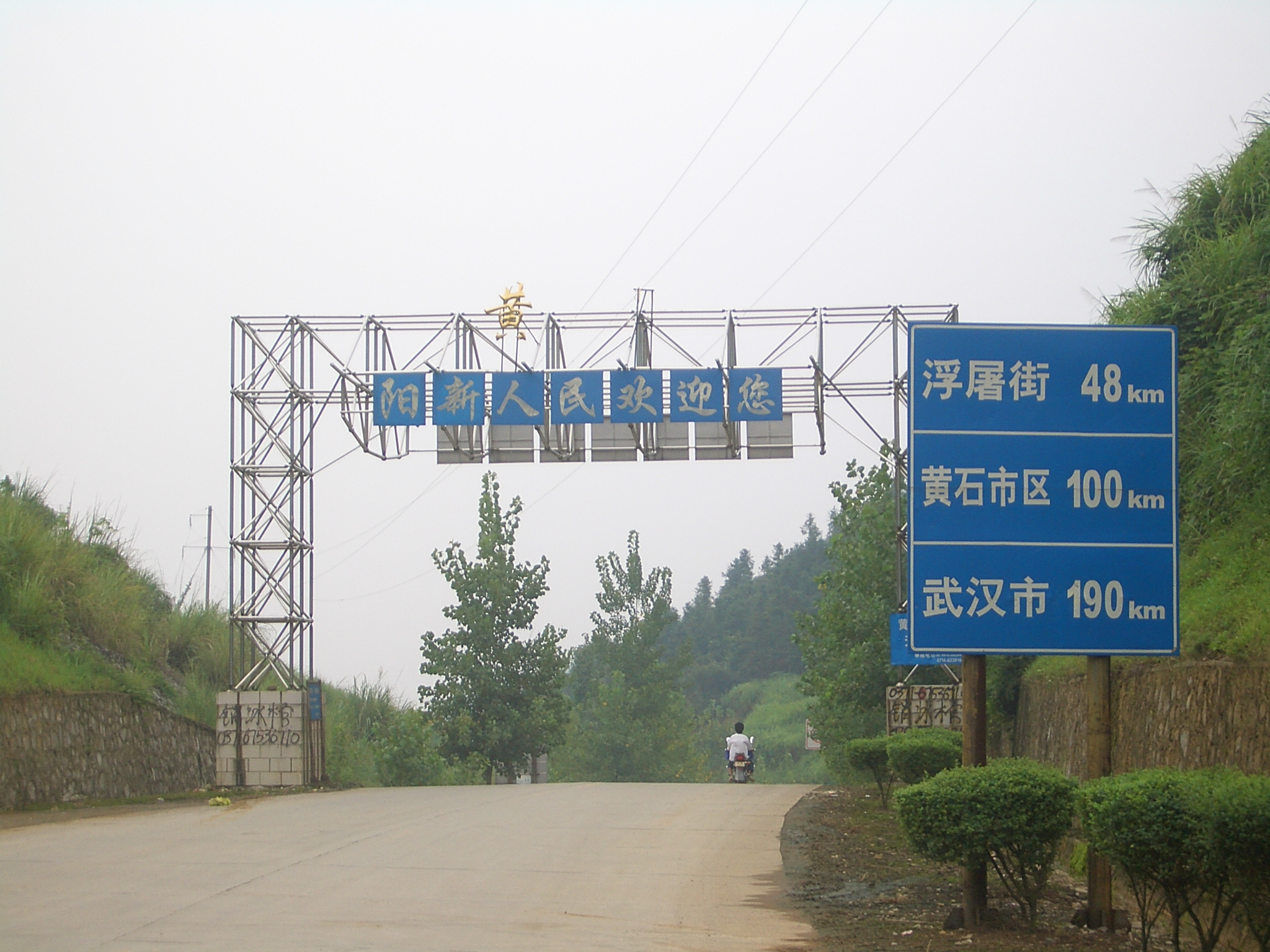
Una señal de tráfico muestra la distancia a la "zona urbana de Huangshi" (黄石市区) en lugar de simplemente "Huangshi" (黄石). Esta es una distinción útil, porque la señal se encuentra ya dentro de la ciudad-prefectura de Huangshi (inmediatamente después de entrar en su condado de Yangxin desde la vecina Xianning), pero aún a 100 km de la principal zona urbana de Huangshi.

En la mayoría de los países occidentales hay una distinción clara entre las "ciudades" y las unidades administrativas, sean condados, prefecturas, distritos, etc. Las primeras son generalmente consideradas como entidades punto y se representan en los mapas con un círculo, u otros símbolos, que mediante la escala dan idea del tamaño de su población; las segundas, en el caso de que aparezcan, se muestran como áreas con fronteras claramente definidas. La distinción es evidente, ya que por ejemplo,  Bloomington, Indiana o Penticton, British Columbia son siempre objetos distintos de, respectivamente, el condado de Monroe o el Distrito Regional de Okanagan-Similkameen, de los que son capitales de gobierno. En China, sin embargo, el mismo nombre (por ejemplo, 咸宁市 (Xianning Shi) en chino, o Xianning [ciudad] en español) se utiliza para referirse tanto a toda la "ciudad-prefectura" como a su núcleo urbano (lo que se llamaría una "ciudad" en Europa o América). Esto se traduce en que ciertas convenciones cartográficas utilizadas en China son diferentes a las de la mayoría de países.
Por lo general, un mapa de menos detalle —que no muestre las divisiones administrativas por debajo del nivel provincial— no haría más que marcar la ubicación del núcleo urbano (o, más precisamente, la del gobierno de la ciudad) con un círculo, al igual que se muestran las ciudades en un mapa de un país europeo o americano. El círculo se etiqueta con el nombre de la ciudad (por ejemplo, 咸宁市( Xianning Shi) en chino, o Xianning en español) en lugar de, por ejemplo, la del distrito en el que se encuentra el núcleo urbano. El mismo mapa también puede mostrar otros lugares de población suficientemente grandes dentro de la misma ciudad-prefectura, rotulándolos basándose en las unidades de tercer nivel administrativo a que correspondan. Por ejemplo, junto con Xianning, un mapa puede mostrar el Tongshan, sin indicar de ninguna manera que administrativamente, este último forma parte de la primera.
Un mapa más detallado (por ejemplo, un típico mapa provincial) también muestra el límite de cada unidad administrativa de segundo nivel (como una ciudad-prefectura), al igual que los mapas estatales de los EE. UU. muestran los condados estadounidenses. En este caso, el nombre de la misma unidad (como 咸宁 市, Xianning [ciudad]) se utiliza para etiquetar toda la zona. Dentro de ella, también se pueden mostrar la división de las unidades de segundo nivel en unidades de tercer nivel.
Esta convención a veces puede hacer que sea difícil identificar los lugares mencionados en las fuentes antiguas con los lugares que aparecen en los modernos mapas. Por ejemplo, Guo Moruo dice en su autobiografía que nació en la pequeña ciudad de Shawan, en la prefectura de Leshan, y que asistió a la escuela primaria en Jiading, la principal ciudad de la prefectura. Un mapa moderno típico es poco probable que muestre ambas ciudades: Shawan, porque es demasiado pequeña, y Jiading, porque es la sede del Gobierno de la hoy ciudad-prefectura de Leshan, que, por lo tanto, está reflejada en un mapa moderno con un círculo rotulado "Leshan". Un mapa más detallado (o Google Maps) puede mostrar el Distrito de Shawan dentro de Leshan, pero, muy probablemente, no Jiading (solamente si acso la calle Jiading (嘉定路) dentro de la zona urbana de Leshan).
Los datos estadísticos de China (superficie, población, valor de la producción industrial, etc.) suelen estar agrupados a nivel de toda la ciudad-prefectura, así como en las unidades constituyentes de tercer nivel. Así, una persona no familiarizada con estas convenciones, se sorprenderá al saber que la relativamente pequeña y poco conocida ciudad de Huangshi, Hubei, cuenta con 2,5 millones de habitantes —más que la mayoría de las capitales europeas— hasta que se da cuenta de que ese número corresponde a una zona completa de casi 100 km de diámetro de nivel de prefectura, que abarca varias localidades (por ejemplo, Daye) que se describen como "ciudades-condado" por derecho propio. Incluso si el lector tiene un mapa y los datos de tercer nivel de las unidades individuales, lograr saber la población de la principal zona urbana de una ciudad-prefectura no será fácil, ya que puede estar dividida entre varios distritos, algunos de los cuales incluyen las áreas rurales próximas.

## Ciudad-subprefectura
Una ciudad-subprefectura o ciudad-viceprefectura (en chino:副地级市, pinyin:fùdìjíshì) Es un tipo de administración casi a una ciudad-condado pero con un poco más de autonomía y poder, las ciudades-condado  están bajo la jurisdicción administrativa de las ciudades-prefectura, pero las subprefectura son a menudo administradas directamente por el gobierno provincial, más sin embargo este tipo de administración se categoriza como ciudad-condado.